# OBS 뉴스 오늘
《OBS 뉴스 오늘》은 OBS경인TV에서 매주 평일 오후 3시 30분에 방송 중인 경기 인천 지역 낮 뉴스쇼 프로그램이다.

## 프로그램 소개
OBS를 대표하는 경기 인천 지역 낮 뉴스쇼

## 방송 시간
| 방송 채널 | 방송 기간                          | 방송 시간                               | 방송 분량  |
| --------- | ---------------------------------- | --------------------------------------- | ---------- |
| OBS경인TV | 2007년 12월 31일 ~ 2008년 8월 29일 | 매주 평일 오후 4시 ~ 오후 4시 10분      | 10분       |
| OBS경인TV | 2008년 9월 1일 ~ 2013년 4월 12일   | 매주 평일 오후 3시 55분 ~ 오후 4시 10분 | 15분       |
| OBS경인TV | 2013년 4월 15일 ~ 2015년 9월 11일  | 매주 평일 오후 4시 45분 ~ 오후 5시 45분 | 1시간      |
| OBS경인TV | 2016년 4월 25일 ~ 2017년 3월 17일  | 매주 평일 오후 4시 45분 ~ 오후 5시 45분 | 1시간      |
| OBS경인TV | 2017년 5월 15일 ~ 2019년 10월 25일 | 매주 평일 오후 4시 45분 ~ 오후 5시 45분 | 1시간      |
| OBS경인TV | 2015년 9월 14일 ~ 2016년 4월 22일  | 매주 평일 오후 4시 40분 ~ 오후 5시 40분 | 1시간      |
| OBS경인TV | 2020년 7월 27일 ~ 2022년 6월 3일   | 매주 평일 오후 4시 30분 ~ 오후 5시 30분 | 1시간      |
| OBS경인TV | 2022년 6월 6일 ~ 2022년 8월 26일   | 매주 평일 오후 4시 ~ 오후 5시           | 1시간      |
| OBS경인TV | 2023년 9월 4일 ~ 현재              | 매주 평일 오후 3시 30분 ~ 오후 4시 30분 | 1시간      |
| OBS경인TV | 2019년 10월 28일 ~ 2020년 1월 23일 | 매주 평일 오후 5시 10분 ~ 오후 6시 20분 | 1시간 10분 |
| OBS경인TV | 2020년 1월 26일 ~ 2020년 7월 24일  | 매주 평일 오후 4시 20분 ~ 오후 5시 30분 | 1시간 10분 |
| OBS경인TV | 2023년 3월 27일 ~ 2023년 9월 1일   | 매주 평일 오후 4시 20분 ~ 오후 5시 40분 | 1시간 20분 |

## 앵커

### 남성
| 대수 | 진행자          | 진행 기간             | 비고 |
| ---- | --------------- | --------------------- | ---- |
| 1대  | 김준호 아나운서 | 일자 미상 ~ 일자 미상 |      |
| 2대  | 유영선 아나운서 | 일자 미상 ~ 일자 미상 |      |
| 3대  | 홍원기 아나운서 | 일자 미상 ~ 일자 미상 |      |
| 4대  | 유영선 아나운서 | 일자 미상 ~ 현재      |      |

### 여성
| 대수 | 진행자             | 진행 기간             | 비고 |
| ---- | ------------------ | --------------------- | ---- |
| 1대  | 유하나 前 아나운서 | 일자 미상 ~ 일자 미상 |      |
| 2대  | 유진영 아나운서    | 일자 미상 ~ 일자 미상 |      |
| 3대  | 최지해 아나운서    | 일자 미상 ~ 일자 미상 |      |
| 4대  | 이상희 아나운서    | 일자 미상 ~ 일자 미상 |      |

## 타이틀 변천사
| 기수 | 프로그램 타이틀 | 방송 기간                          |
| ---- | --------------- | ---------------------------------- |
| 1기  | OBS 뉴스        | 2007년 12월 29일 ~ 2008년 2월 27일 |
| 2기  | OBS 뉴스 355    | 2008년 3월 1일 ~ 2009년 11월 6일   |
| 3기  | OBS 경인브리핑  | 2009년 11월 9일 ~ 2010년 7월 9일   |
| 4기  | OBS 뉴스 355    | 2010년 7월 12일 ~ 2012년 4월 20일  |
| 5기  | OBS 경제+       | 2012년 4월 23일 ~ 2013년 4월 12일  |
| 6기  | OBS 뉴스 & 이슈 | 2013년 4월 15일 ~ 일자 미상        |
| 7기  | OBS 뉴스 오늘   | 2017년 5월 15일 ~ 현재             |